# Stefano Rusconi
Stefano Rusconi (* 2. Oktober 1968 in Bassano del Grappa) ist ein ehemaliger italienischer Basketballspieler.

## Laufbahn
Rusconi bestritt zwischen 1987 und 2002 insgesamt 433 Spiele in der Serie A, dabei stand er in 424 Partien in der Anfangsaufstellung. Bis 1991 stand der 2,08 Meter messende Innenspieler in Varese unter Vertrag. Nachdem Rusconi dort in der Saison 1990/91 mit Mittelwerten von 14,9 Punkten und 11,6 Rebounds pro Spiel geglänzt hatte, wurde er von Benetton Treviso unter Vertrag genommen. Mit Treviso wurde er 1992 und 1997 italienischer Meister, in der Saison 1994/95 erreichte Rusconi dort den besten Punkteschnitt seiner Laufbahn in der Serie A (16,4/Spiel) und holte zudem im Schnitt 9,9 Rebounds pro Einsatz. Daraufhin wurde der den Spitznamen „Rusca“ tragende Center zum Spieler des Jahres der Serie-A-Saison 94/95 gewählt. In Europapokalwettbewerben gewann er keinen Titel, 1993 verlor Rusconi mit Treviso das Endspiel des Europapokals der Landesmeister gegen Limoges. Von 1999 bis 2002 spielte Rusconi für Adecco Mailand und anschließend noch unterklassig in seinem Heimatland.
Unterbrochen wurde seine Zeit in der Serie A durch zwei Auslandsaufenthalte. Rusconi, der beim Draftverfahren der NBA im Jahr 1990 an 52. Stelle von den Cleveland Cavaliers ausgewählt worden war, begann die Saison 1995/96 bei der NBA-Mannschaft Phoenix Suns. Er hatte in den Vereinigten Staaten aufgrund der Sprache Verständigungsprobleme, wurde nur in sieben NBA-Spielen eingesetzt (1,1 Punkte, 0,9 Rebounds/Spiel), Ende Januar 1996 kam es zur Trennung und er ging nach Treviso zurück. Rusconi war der erste Italiener, der in einem NBA-Spiel zum Einsatz kam.
In der Saison 1998/99 stand er beim spanischen Erstligisten TAU Cerámica unter Vertrag, dort erzielte er in 23 Ligaeinsätzen im Schnitt 10,2 Punkte sowie 7,0 Rebounds.

### Nationalmannschaft
Mit Italiens Nationalmannschaft erreichte er bei der Europameisterschaft 1991 das Endspiel, unterlag dort aber der Auswahl Jugoslawiens. Er nahm ebenso an den EM-Turnieren 1993 und 1995 teil. Bei der EM ’93 in Deutschland war er mit 14 Punkten je Begegnung zweitbester Werfer der Italiener.